# Alan King
Alan King (tên khai sinh: Irwin Alan Kniberg; 26 tháng 12 năm 1927 – 9 tháng 5 năm 2004) là một nam diễn viên người Mỹ.

## Thời thơ ấu
King sinh ra tại Thành phố New York, ông là con trai của Minnie và Bernard Kniberg.